# L'uomo invisibile
L'uomo invisibile (The Invisible Man) è un romanzo di fantascienza scritto da H. G. Wells nel 1897 e pubblicato quello stesso anno a puntate sul Pearson's Weekly.
Venne tradotto in italiano per la prima volta nel 1900.
Ha avuto numerose trasposizioni cinematografiche e televisive.

## Trama

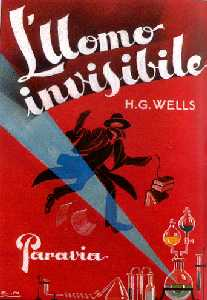
Copertina dell'edizione italiana del romanzo, Paravia, 1925. Illustrazione di Carlo Nicco (1883-1937).

Griffin, noto all'inizio del romanzo come "Lo Sconosciuto" è un promettente fisico del XIX secolo che, seppur ignorato dai suoi conterranei, dedica anima e corpo a realizzare il suo sogno: sviluppare una nuova scoperta che lo renda ricco e che gli permetta di conquistare il rispetto che ritiene di meritare per via della sua intelligenza.
Dunque, per continuare i suoi studi, si reca ad Iping, una cittadina nel Sussex, dove soggiorna per un lungo lasso di tempo in un albergo del posto. Ben presto però, sia la padrona che altre persone, cominciano a insospettirsi di ciò che faccia nella sua stanza.
Lì Griffin cercava di annullare un procedimento precedentemente messo in atto che lo aveva reso invisibile. Tuttavia essere tale comporta tutta una serie di problemi che lui non sospettava. Dopo molte indagini compiute dalla padrona dell'albergo e, ad un certo punto, anche dalla polizia, la sua invisibilità viene rivelata e lo scienziato si vede costretto a fuggire tra le campagne inglesi, così da riflettere meglio sulla sua situazione. Sul suo cammino incontra un certo Marvel che diviene per breve tempo suo schiavo poiché spaventato dai poteri di Griffin stesso, ormai conscio dei potenziali vantaggi dell'essere invisibile, che decide di utilizzare per instaurare un regno del terrore.

## Filmografia
Su L'uomo invisibile venne girato nel 1933 da Universal Pictures un film dal titolo The invisible man (in Italia L'uomo invisibile), diretto dal regista James Whale ed interpretato da Claude Rains. La sceneggiatura del film si rivelò fedele nella sostanza allo spirito del romanzo, anche riguardo agli aspetti più umoristici della vicenda.
Wells non mancò di esprimere la propria soddisfazione, anche se non rinunciò ad avanzare alcune critiche, in particolare per l'enfatizzazione della follia di Griffin. Tra l'altro, questo film diede l'avvio ad un filone seriale (peraltro di scarso successo) ispirato alle avventure dell'uomo invisibile.

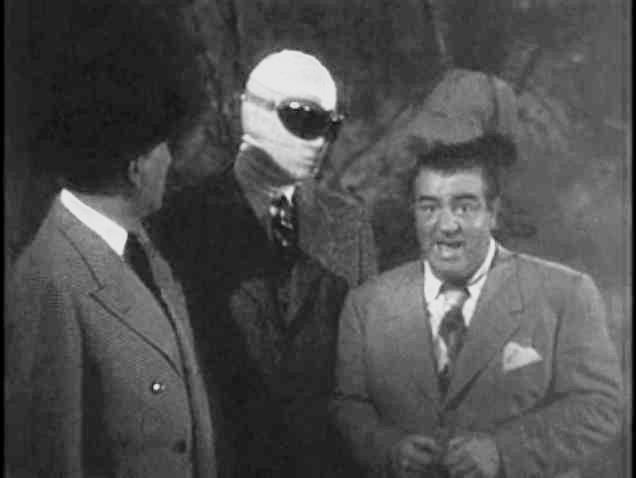
Scena del film Gianni e Pinotto contro l'uomo invisibile (Abbott and Costello Meet the Invisible Man) di Charles Lamont (1951), una parodia delle precedenti pellicole sull'Uomo invisibile

Al film di Whale sono ispirate varie pellicole successive, tra le quali:
- Il ritorno dell'uomo invisibile (The Invisible Man Returns) di Joe May (1940)
- La donna invisibile (The invisible Woman) di A. Edward Sutherland (1940)
- La rivincita dell'uomo invisibile (The Invisible Man's Revenge) di Ford Beebe (1944)
- Gianni e Pinotto contro l'uomo invisibile (Abbott and Costello Meet the Invisible Man) di Charles Lamont (1951), parodia delle precedenti pellicole.
- La vendetta dell'uomo invisibile (Der Unsichtbare) di Raphael Nussbaum (1963)
- L'inafferrabile, invincibile mr. Invisibile (L'inafferrabile, invincibile mr. Invisibile) di Antonio Margheriti come Anthony M. Dawson (1973), commedia
- Avventure di un uomo invisibile (John Carpenter's Memories of an Invisible Man) di John Carpenter (1992)
- L'uomo senza ombra (Hollow Man) di Paul Verhoeven (2000)
- L'uomo senza ombra 2 (Hollow Man 2) di Claudio Fäh (2006), seguito de L'uomo senza ombra.
- L'uomo invisibile (2020)

### Televisione
- L'uomo invisibile (The Invisible Man), serie televisiva britannica del 1958 liberamente ispirata alla storia originale
- L'uomo invisibile (The Invisible Man), serie televisiva statunitense del 1975 interpretata da David McCallum
- Gemini Man, serie televisiva statunitense del 1976 interpretata da Ben Murphy
- The Invisible Man, miniserie della BBC, adattamento della storia originale
- Invisible Man, serie di Sci-Fi Channel
- L'uomo invisibile, serie animata coprodotta da Rai Fiction

## Influenza culturale
- Nella serie a fumetti La Lega degli Straordinari Gentlemen, di Alan Moore e Kevin O'Neill,  tra i membri della squadra di uomini con poteri speciali è presente Griffin, l'Uomo Invisibile.
- Nel film La leggenda degli uomini straordinari (League of extraordinary gentlemen), tratto dal fumetto e diretto da Stephen Norrington, l'Uomo Invisibile è chiamato invece con il nome di Rodney Skinner e non è esplicitamente identificato con il protagonista del libro di Wells o, in alternativa, del primo film del 1933. Infatti, nel film, Rodney Skinner è un ladro che è riuscito ad entrare in possesso della pozione dell'invisibilità (probabilmente rubata a Griffin).
- Nell'album The Miracle della band britannica Queen, del 1989, la quinta canzone si intitola The Invisible Man.
- Il titolo del romanzo è la soluzione dell'enigma risolto da Wednesday nel secondo episodio della seconda stagione della serie televisiva omonima (2025).

## Edizioni
(elenco parziale)
- H. G. Wells, L'uomo invisibile, traduzione di Stefano Sudrié, collana SUPER TEN, Newton Compton, (n.d.),  p. 240, ISBN 88-7983-192-5.